# Vojislav Vranjković
Vojislav Vranjković (in serbo Војислав Врањковић?; Tenin, 1º gennaio 1983) è un ex calciatore serbo, di ruolo centrocampista.

## Carriera
Ha giocato nella massima serie dei campionati serbo, bosniaco, rumeno e montenegrino.